# Theobaldo Gatti
Theobaldo Gatti (Florència, Toscana vers el 1650 - París, 1727) fou un violinista i compositor francès d'ascendència italiana.
Durant cinquanta-dos anys figurà en l'orquestra de l'Òpera de París, i en aquest teatre li representaren les seves dues obres, Coronis i Silla, el 1691 i 1701 respectivament.
Publicà 12 Airs italiens (París, 1696).